# 布羅姆斯基島

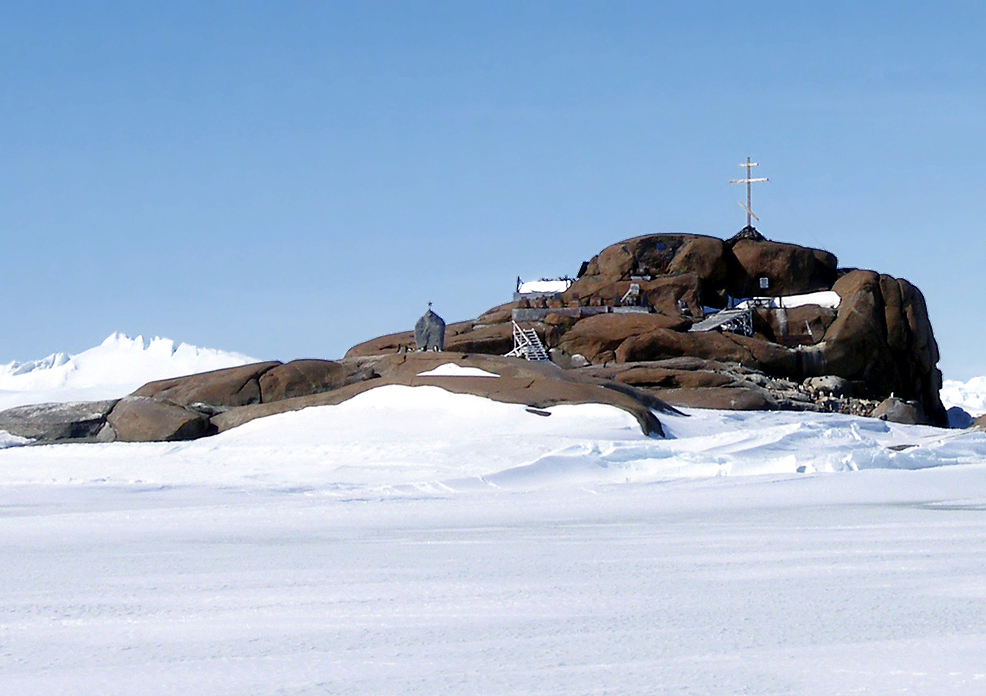

布羅姆斯基島（英語：Buromskiy Island），是南極洲的島嶼，處於哈斯韋爾島以南0.6公里，屬於哈斯韋爾群島的一部分，長1.2公里、寬0.9公里，由澳大拉西亞探險隊發現和繪入地圖，現時由南極條約體系管理。